# Hi・Me・Go・To
『Hi・Me・Go・To』（ひ め ご と）は、2001年8月13日にピンクパイナップルより発売されたアダルトアニメ。

## 概要
かつて成人向け漫画でも人気を得ていた漫画家・うたたねひろゆきと、当時アダルトアニメ業界の雄とされていたピンクパイナップルが共同で企画。キャラクターデザインには、当時すでにアダルトゲーム『VIPER』シリーズなどで広く知られていた桂枝毛を迎えた。
うたたねの成人向け漫画における作風を前面に押し出しており、アダルトアニメの売りであるセックスの行為そのものよりも、むしろ痴漢行為時における唇・舌・指やそれらによる愛撫を受けて悶える陰部などのフェティシズムを追求した描写と、主人公・タカシとヒロインの1人・トモミが物語序盤で見せる未成年者同士のセックス時における不慣れぶりの描写などに重点が置かれている。しかし、セックスを軽んじているわけではなく、タカシともう1人のヒロイン・ミサキが行う分に関しては1回だけに終わらず何回も、そしてそれを何日も断続的に行っていることを描写。その果てに大胆な性格となったタカシが終盤でトモミをリードしながら行う分を合わせれば、アダルトアニメに求められるセックスシーンのボリュームはそれなりに満たされるものとなっている。
なお、陰部の修正についてはモザイク処理ではなく、その周囲ごと覆い隠す円形ぼかしが用いられている。

## あらすじ
ある日の早朝、主人公のタカシは同じブラスバンド部員かつ恋人のトモミと共に、通学電車内に居た。
時間が時間だけに、車内はほぼ満員で身動きもままならない。向かい合う位置にはトモミがおり、時折話し掛けてきてはいたが、タカシ自身は退屈でしかなく、ふと彼女から視線を外す。するとその先には、痴漢に遭っている女性の姿が。よく見るとそれは、自分達の学校で図書室の司書を務めているミサキであった。痴漢の手を払い除けようとせず、むしろ悦んで身を任せているようなミサキの姿と、途中から自分へ向けられたように見える視線に、タカシは動揺しながらも激しい昂奮を覚えてしまう。
タカシの昂奮による影響は、彼に密着していたトモミへもすぐ伝わった。タカシが痴漢に悦ぶミサキの艶かしい姿を見て勃起したとも知らず、制服越しに感じる彼の熱い滾り…それは先日、自分から誘って肉体関係を結ぼうとしたばかりのトモミが期待に頬を赤らめ瞳を潤ませるには、充分すぎるほどの刺激であった。
次の日、国分寺駅のホームには朝練のためにあくびをしながら、電車を待つタカシの姿があった。そこへミサキが現れ、共に電車へ乗り込む。車内はやはりほぼ満員。ミサキは、昨日のことに動揺を隠し切れないタカシの耳元へ顔を近付け、ごく自然に呟く。
「見てたわね、昨日…どうだった? 私の姿……昂奮したでしょ」
タカシが驚いた直後、ミサキの身体へ昨日と同じ痴漢の手が伸びてきた。太腿を弄るだけに留まらず、パンティーストッキングとパンティー越しの股間にまで…しかし、ミサキはそれを察知したタカシをさり気なく制しながら痴漢に身を委ねた上、周りに聞こえないよう潜めた嬌声をタカシの耳元で響かせる。尋常ならざる場と雰囲気に、タカシは意を決してミサキの手を取ると、電車が駅へ到着した直後に彼女を連れてホームへ降りるのだった。
電車や乗客の去ったホームで、タカシは車内でのミサキの態度にやり場の無い怒りを覚え、肩を震わせる。そんなタカシにミサキは妖しく微笑むと、それに戸惑う彼の耳元へ顔を近付け、「優しいタカシ君。責任取ってね」と囁く。一方、部室にはまだ来ないタカシを待ち続けている、トモミの姿があった。
それからまもなく、タカシはミサキによって辺りのブラインドが下ろされた薄暗い場所へ連れ込まれ、唇を奪われていた。ミサキは戸惑うタカシの学生服を肌蹴させながら、キスを首筋、胸板、そして下腹部へ下ろしていく。ミサキの為すがままのタカシが寄りかかっている机の上には、彼女に迫られた際に崩れてしまった、何冊もの本が転がっていた。
始まったばかりの秘め事の嬌声が響く、校内の図書室の奥。そこは、今の時間帯にはミサキ以外誰も訪れることの無い、彼女だけの場所であった。

## 登場人物
声優名は非公開。
タカシ
来年に受験を控えた男子学生で、常に眼鏡を掛けている。ブラスバンド部に所属しており、担当はピアノ。同級生で同じ部員のトモミに告白され付き合ってはいるが、それは彼女の想いに応えたのではなく、日常の退屈凌ぎ。また、トモミに誘われて肉体関係の一歩手前にまで至るも躊躇し、最後の一線は超えられずにいる。
ある日、通学電車の中でミサキが痴漢に遭いながらも悦んでいる痴態を目撃し昂奮したことがきっかけで、彼女に誘われるまま校内の図書室奥で肉体関係を結んでしまう。以後何日もの間、早朝の通学電車内や図書室奥で性の手解きを受けることに。日々ミサキを悦ばせながら、やがて自分からリードするほど大胆な性格へ変わっていく。
ミサキ
タカシとトモミが通っている学校の司書。衣服の下で抜群のプロポーションを誇る肢体に加え、アップスタイルで纏めた長い黒髪に銀色の眼鏡が映える美女。落ち着いた表の顔に反して裏の顔は淫乱であり、痴漢に遭うことも内心では激しく悦び、性欲を抑えられなくなるタイプ。セックスにまで至った際には最後まで存分に楽しめるよう、予めの避妊も抜かりは無い。
通勤には自家用車を使っているが、オーバーホール中は電車。電車通勤中、自分の痴態を目撃し昂奮していたタカシに通じるものを感じたことから、自分だけの場所である図書室奥の机周りをベッド代わりに、彼と半ば強引に肉体関係を結ぶ。以後何日もの間、早朝の通勤電車内や図書室奥で更なる性の手解きを行いながら、その上達ぶりに全身を悦びで震わせていく。
トモミ
タカシの同級生であり、彼と同じくブラスバンド部に所属している少女。ツインテールの栗髪と華奢なプロポーション、そして同級生であるにもかかわらずタカシのことを「先輩」と呼ぶなど、愛らしさが占める身体にまだ幼さを残しており、女性としての成熟度は当然ながらミサキ以下。タカシに告白して付き合い始めた以降、一度は自分から誘って肉体関係を結ぼうとするなど大胆な所もあるが、彼が躊躇したことを受けて未遂に終わっている。
タカシがミサキとの秘め事に勤しんでいるとは夢にも思わないまま、自分との時間を疎かにしていく彼に不安を覚える日々を過ごす。

## 発売歴
- 2001年8月13日〜10月31日 - ソフトガレージ通販にて予約販売。
- 2001年12月29日〜12月30日 - コミックマーケット61企業ブースにて先行発売。
- 2002年6月28日 - 一般店舗にて発売開始。
  - ソフトガレージ通販分とコミックマーケット販売分にのみ、特典CD-ROM『Hi・Me・Go・To special data files』（ひ・め・ご・と スペシャルデータファイルズ）が付属。うたたねひろゆきが手掛けた旧作イラストや、直筆原画を元としてセル画調に仕上げたイラストなど47点が収録されている。

以上の他、2009年2月27日にオリジナルテレホンカード3枚とポストカード5枚を付けた『ゴールドディスク豪華特装版』の発売が予定されていたが、中止となった。理由は不明。

## スタッフ
- 企画 - うたたねひろゆき、望月雄太郎
- 監督・絵コンテ・演出 - 桂栗毛
- 脚本 - 石野正雄
- キャラクターデザイン・作画監督・エンディングイラスト - 桂枝毛
- 美術監督・背景 - みなみひろ
- 色彩設定・色指定・仕上検査 - 西脇好美
- 撮影監督 - 大貫昌男
- 編集 - 嶋田太郎
- 音響監督 - 渡辺淳
- 音楽 - 上田益
- 企画協力 - UROBOROS
- プロデューサー - 望月雄太郎
- アニメーションプロデューサー - 真行愛理
- アニメーション制作 - カオスプロジェクト
- 製作 - ピンクパイナップル